# Schizonycha inostralis
Schizonycha inostralis är en skalbaggsart som beskrevs av Clifford Hillhouse Pope 1960. Schizonycha inostralis ingår i släktet Schizonycha och familjen Melolonthidae. Inga underarter finns listade i Catalogue of Life.